# Omorgus costatus
Omorgus costatus là một loài bọ cánh cứng trong họ Trogidae, chúng xuất hiện ở Úc, Tasmania, quần đảo Solomon, New Guinea, Việt Nam, Java, Ấn Độ và Trung Quốc.

## Hình ảnh

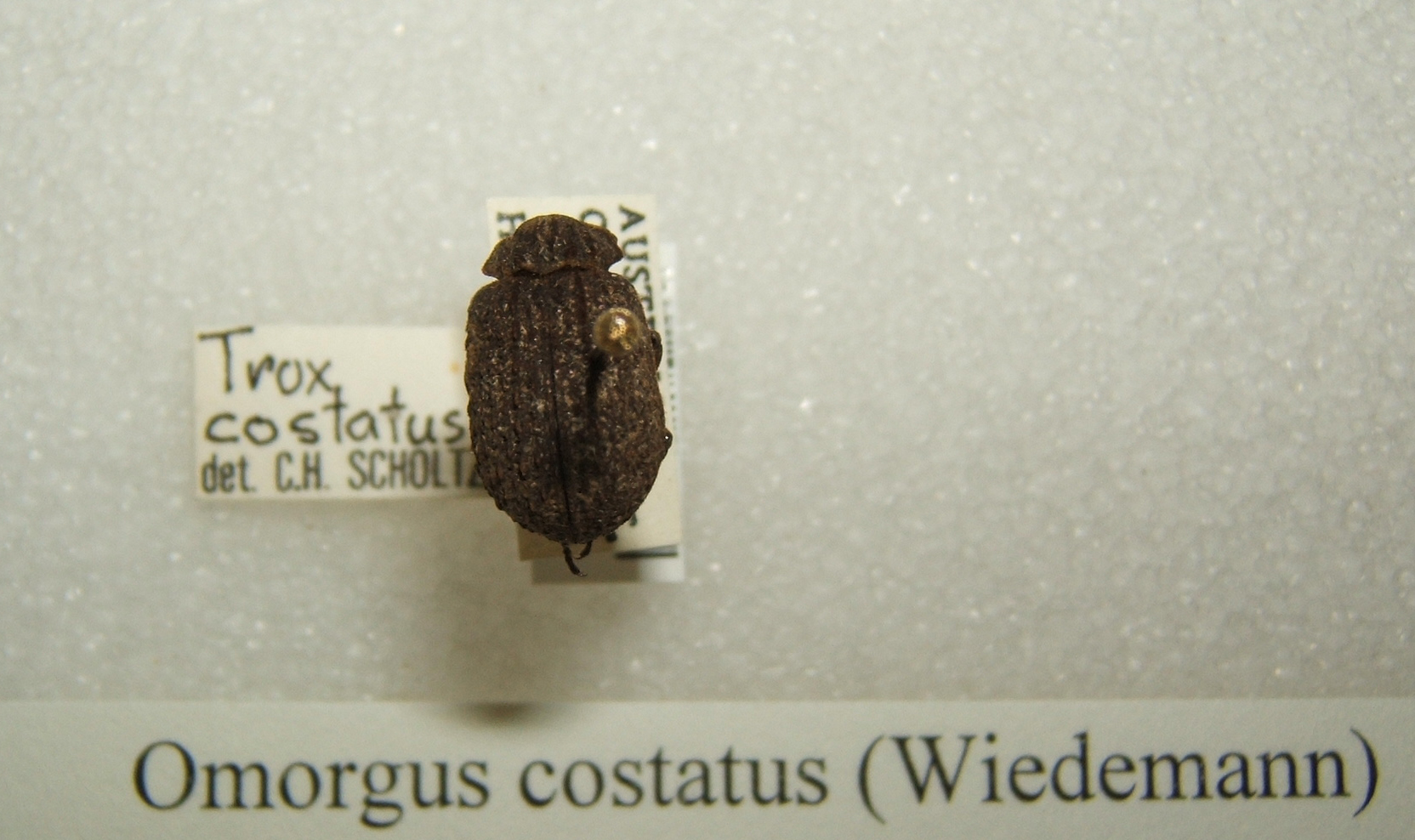